# Смолино (Ленинградская область)
Смолино — деревня в Будогощском городском поселении Киришского района Ленинградской области.

## История
Деревня Смолева упоминается на карте Новгородского наместничества 1792 года А. М. Вильбрехта.
Как деревня Смолина она обозначена на специальной карте западной части России Ф. Ф. Шуберта 1844 года.

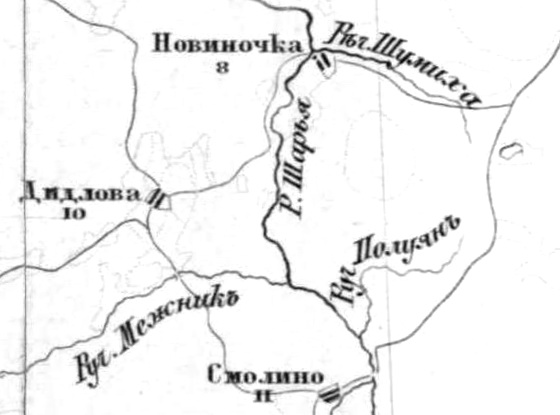
Деревня Смолино на карте 1872 года

Согласно карте Ф. Ф. Шуберта 1872 года деревня насчитывала 11 крестьянских дворов.

СМОЛИНО — деревня Борельского общества, прихода погоста Великая Шарья.
 
Крестьянских дворов — 16. Строений — 32, в том числе жилых — 24. 

Число жителей по семейным спискам 1879 г.: 35 м. п., 37 ж. п.; по приходским сведениям 1879 г.: 34 м. п., 44 ж. п.

В конце XIX века деревня административно относилась к Усадьевской волости 1-го стана, в начале XX века — Усадьевской волости 4-го стана 4-го земского участка Тихвинского уезда Новгородской губернии.

СМОЛИНО — деревня Борельского сельского общества, дворов — 16, жилых домов — 19, число жителей: 65 м. п., 64 ж. п. 

Занятия жителей — земледелие. Река Шарья. (1910 год)

Согласно карте Петроградской и Новгородской губерний 1915 года деревня Смолино насчитывала 11 крестьянских двора.
С 1917 по 1918 год деревня Смолино входила в состав Усадьевской волости Тихвинского уезда Новгородской губернии.
С 1918 года в составе Череповецкой губернии.
С 1921 года в составе Маловишерского уезда Новгородской губернии.
С 1924 года в составе Тидворской волости.
В 1926 году население деревни Смолино составляло 238 человек.
С 1927 года в составе Шаринского сельсовета Маловишерского района.
С 1931 года в составе Крестецкого сельсовета Будогощенского района.
С 1932 года в составе Киришского района.

Деревня Смолино на карте 1932 года

Согласно карте Ленинградской области Северо-западного аэрогеодезического треста ГГУ издания 1932 года деревня насчитывала 14 крестьянских дворов.
По данным 1933 года деревня Смолино входила в состав Крестецкого сельсовета Киришского района.
Согласно переписи населения СССР 1939 года в деревне Смолино проживали 46 мужчин и 71 женщина, всего 117 человек. Ещё 27 человек были переселены в деревню Смолино из выселка Горбы. Всего 144 жителя.
В 1961 году население деревни Смолино составляло 92 человека.
С 1963 года в составе Крестецкого сельсовета Волховского района.
С 1965 года вновь в составе Киришского района.
По данным 1966 года деревня Смолино также входила в состав Крестецкого сельсовета.
По данным 1973 и 1990 годов деревня Смолино входила в состав Будогощского сельсовета.
В 1997 году в деревне Смолино Будогощской волости проживал 21 человек, в 2002 году — 13 (русские — 92 %).
В 2007 году в деревне Смолино Будогощского ГП проживали 14 человек, в 2010 году — 19.

## География
Деревня расположена в юго-восточной части района близ автодороги 41К-115 (Кириши — Будогощь — Смолино).
Расстояние до административного центра поселения — 25 км.
Расстояние до ближайшей железнодорожной станции Будогощь — 25 км.
Деревня находится на левом берегу реки Шарьи в месте впадения в неё реки Городенки.

## Демография
| 1879 | 1910 | 1926 | 1961 | 1997 | 2002 | 2007 |
| ---- | ---- | ---- | ---- | ---- | ---- | ---- |
| 72   | ↗129 | ↗238 | ↘92  | ↘21  | ↘13  | ↗19  |
| 2010 | 2017 |      |      |      |      |      |
| ↗20  | ↘19  |      |      |      |      |      |

### Национальный состав
Согласно данным Всероссийской переписи населения 2021 года в деревне проживали 12 человек, все русские.

## Улицы
Прибрежная, Придорожная, Родниковая.